# Kap Spartel
Kap Spartel (arabiska: رأس سبارطيل, i forntiden även känt som Cotes och Ampelusia Promontorium) är en udde i Marocko, omkring 300 m ö.h., vid Gibraltar sund, 1,2 mil väster om centrala Tanger. Det kallas ofta felaktigt Afrikas nordligaste punkt, men denna punkt är i själva verket Ras ben Sakka i Tunisien. 
Nära Kap Spartel ligger Spartel, en sjunken ö som av vissa spekuleras vara den legendariska ön Atlantis.
Vid Kap Spartel ligger också de mytologiska Herkulesgrottorna.

## Vidare läsning

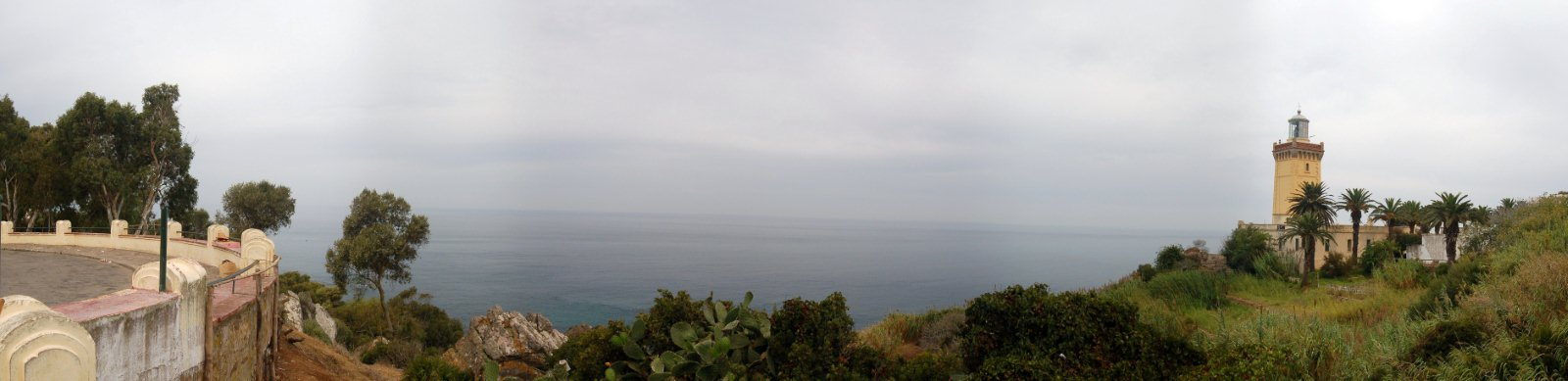
Panorama